# Stan Barstow
Stanley Barstow ( Horbury, 28 de junio de 1928-Wakefield, 1 de agosto de 2011) fue un novelista británico.

## Biografía
Barstow provenía de una familia de mineros y fue al Ossett Grammar School. Trabajó como dibujante y vendedor para una empresa de ingeniería. Fue conocido sobre todo por su novela de 1960 Esa clase de amor (A Kind of Loving), que se volvió en todo un éxito y fue llevada al cine, el teatro y la televisión. Otras novelas del autor son Ask Me Tomorrow (1962), The Watchers on the Shore (1966) y The Right True End (1976). 
Otros trabajos de Barstow son Joby, que se convirtió en una obra de televisión protagonizado por Patrick Stewart, A Raging Calm, A Season with Eros, A Brother’s Tale, Just You Wait and See, Modern Delights y su autobiografía, In My Own Good Time (2001). 
Barstow se casó con Connie Kershaw en 1951 con la que tuvo dos hijos, Neil y Gillian. A finales de los 80, en Lamb Bank conoció a Diana Griffiths que estaba empezando su carrera como escritora con la ayuda de Barstow. Se separó de Connie Kershaw en 1990, aunque nunca se divorciaron. Stan comenzó una nueva vida con Griffiths, ahora reconocida escritora, con ocho obras originales y casi veinte dramatizaciones en su haber. Posteriormente, vivió en Pontardawe con Diana Griffiths.